# Anwalt Abel
Anwalt Abel ist eine Reihe von 20 Fernsehfilmen des ZDF, die auf den gleichnamigen Kriminalromanen von Fred Breinersdorfer basieren.

## Handlung
Jean Abel ist Rechtsanwalt nach einer gescheiterten Künstlerkarriere und setzt sich auf höchst unorthodoxe Weise für seine Klienten ein. Er geht dabei niemals den einfachen Weg und lehnt vor Gericht aus seiner Sicht nicht vertretbare Zugeständnisse ab. Es ist beispielsweise niemals sein Ziel, nur die Einstellung eines Verfahrens zu erwirken, sondern er will den Freispruch für den Angeklagten erreichen, wenn er von dessen Unschuld überzeugt ist.
Abel selbst kommt dabei nur selten auf seine Kosten, da er sich nicht scheut, für die konsequente Umsetzung seiner Kompromisslosigkeit große Nachteile in Kauf zu nehmen. Es gelingt ihm jedoch immer wieder, auch besonders schwierige Fälle zu lösen. Hierbei helfen ihm seine von ihm umschwärmte Assistentin Jane Kerschbaum, genannt „Baby Jane“, sowie manchmal auch Kommissar Holz aus dem Sittendezernat, später Kriminalkommissarin Annabelle.

## Hintergrund/Entstehungsgeschichte
Sowohl die Romanadaptionen als auch die Originaldrehbücher und die einigen Filmen zugrunde liegenden gleichnamigen Kriminalromane stammen von Fred Breinersdorfer. Nachdem zuerst der Südwestfunk einen der Abel-Romane (Notwehr, 1988, Regie Peter Schulze-Rohr) mit Uwe Ochsenknecht in der Rolle des Anwalts erfolgreich verfilmt hatte, folgte die Verfilmung des zweiten Abel-Romans bei demselben Sender mit Thomas Heinze als Abel und Heinz Hoenig (Frohes Fest Lucie, 1992, die erste Regie von Roland Suso Richter). Für diesen Film allerdings musste Abel schon in „Zygl“ umbenannt werden, denn das ZDF hatte inzwischen die „Abel“-Verfilmungen übernommen.
Der erste Film mit Günther Maria Halmer und Dieter Pfaff als Voyeur und Vergewaltiger („Der Dienstagmann“, 1988, Regie Frank Guthke) war ein großer Publikumserfolg. Daraufhin beschloss die Programmdirektion des ZDF, in loser Reihe Krimis mit Günther Maria Halmer als Anwalt Abel zu senden.
Alle 20 Filme wurden von Fred Breinersdorfer geschrieben und von der TV60Filmproduktion GmbH und Bernd Burgemeister produziert.
Die Filme wurden von verschiedenen Regisseuren, darunter Frank Guthke, Marc Rothemund, Christian Görlitz und Carlo Rola inszeniert. 
Es spielten in Gastrollen unter anderen Bruno Ganz, Iris Berben, Gert Voss, Dieter Pfaff, Karoline Eichhorn und Suzanne von Borsody. 
Anwalt Abel gehört neben Liebling Kreuzberg zu den ersten Anwaltsserien im deutschen Fernsehen und ist genauso wie Kreuzberg ein Klassiker des Formats. Die Reihe wurde zunächst am Montagabend ausgestrahlt und begründete mit anderen Formaten den Samstag-Krimi im ZDF. Die Abel-Krimis wurden nach Verfilmung aller Romane und 16 Originaldrehbüchern im Jahr 2001 trotz anhaltenden Publikumserfolgs eingestellt. 
Studio Hamburg veröffentlichte alle 20 Episoden im Original ab Juli 2012 auf drei DVD-Editionen.

## Besetzung
| Schauspieler         | Rolle                 |
| -------------------- | --------------------- |
| Günther Maria Halmer | Jean Abel             |
| Andrea L’Arronge     | Jane Kerschbaum       |
| Vitus Zeplichal      | Kommissar Holz        |
| Saskia Vester        | Kommissarin Annabelle |

## Episoden
| Episode | Titel                           | Jahr |
| ------- | ------------------------------- | ---- |
| 1       | Der Dienstagmann                | 1988 |
| 2       | Noch Zweifel, Herr Verteidiger? | 1991 |
| 3       | Reiche Kunden killt man nicht   | 1991 |
| 4       | Kaltes Gold                     | 1992 |
| 5       | Sprecht mir diesen Mörder frei  | 1993 |
| 6       | Ihr letzter Wille gilt, Teil 1  | 1994 |
| 7       | Ihr letzter Wille gilt, Teil 2  | 1994 |
| 8       | Rufmord                         | 1994 |
| 9       | Ihre Zeugin, Herr Abel!         | 1996 |
| 10      | Ein Richter in Angst            | 1996 |
| 11      | Erpresserspiel                  | 1997 |
| 12      | Das schmutzige Dutzend          | 1997 |
| 13      | Todesurteil für eine Dirne      | 1998 |
| 14      | Die Spur des Mädchenmörders     | 1998 |
| 15      | In tödlicher Gefahr             | 1999 |
| 16      | Die Mörderfalle                 | 1999 |
| 17      | Das Geheimnis der Zeugin        | 2000 |
| 18      | Der Voyeur und das Mädchen      | 2000 |
| 19      | Zuckerbrot und Peitsche         | 2001 |
| 20      | Salut, Abel!                    | 2001 |